# Ray William Johnson
Raymond William Johnson (født 14. august 1981) er en amerikansk komiker og skuespiller. Han er mest kendt for sine YouTube-videoer, der er set over 14,2 milliarder gange. Han har over 18,3 millioner abonnenter på YouTube. Da han i 2011 ramte 3,9 millioner abonnenter havde han det største antal abonnenter på hele YouTube, hvilket gav ham en plads i Guinness Rekordbog. Han var også den første YouTube-kanal der fik 5 millioner abonnenter.
De fleste af hans videoer er i indslaget Equals Three, hvor han anmelder og kommenterer virale videoer. Udover denne kanal har han også indslagene Your Favorite Martian, der er musikvideoer i komedieformat, og BreakingNYC / Breaking Los Angeles, der er en videoblog om bylivet i New York og Los Angeles.

## Baggrund
Som jurastuderende på Columbia University blev han interesseret i at se YouTube videoer, og han begyndte efterhånden at lave dem selv. Han bemærkede at brugere på YouTube ofte så virale videoer eller videoblogs. Med udgangspunkt i dette startede han sin egen kanal, Equals Three, hvor han kombinerer video blogging og anmeldelse af virale videoer.

## Your Favorite Martian
Han er også skaberen bag hans YouTube bruger "Your Favorite Martian". Det er hans musik kunstnernavn.